# 约恩苏机场
约恩苏机场（芬蘭語：Joensuun lentoasema，IATA：JOE，ICAO：EFJO），位于芬兰东部的利佩里市镇。该机场主要为约恩苏市服务，距离约恩苏大约11公里。2016年旅客运输量为12.3万人次。

## 通航航空公司及航点
航线：
- 芬兰航空（由北欧区域航空公司（英语：Nordic Regional Airlines）执行）：赫尔辛基

包机:
- Primera Air
- Corendon Airlines（英语：Corendon Airlines）
- Onur Air（英语：Onur Air）